# Devon Kershaw
Devon Kershaw (* 20. Dezember 1982 in Greater Sudbury) ist ein ehemaliger kanadischer Skilangläufer.

## Leben und Karriere
Kershaw war in seiner Kindheit wie die meisten kanadischen Jungs begeisterter Eishockeyspieler. Er entdeckte aber auch frühzeitig sein Talent für den nordischen Skisport und begann regelmäßig zu trainieren und an nationalen Wettkämpfen teilzunehmen. Seinen ersten internationalen Wettbewerb bestritt er bei den Juniorenweltmeisterschaften 2000 in Štrbské Pleso, wo er sich allerdings nur im hinteren Feld platzieren konnte. Sein bestes Resultat bei Juniorenweltmeisterschaften erreichte er 2002 in Schonach als er im Sprint den 25. Platz belegen konnte. Ein Jahr später wurde er, ohne zuvor bei einem internationalen Wettbewerb in der Seniorenklasse gestartet zu sein, für die Nordischen Skiweltmeisterschaften 2003 nominiert. Dort erreichte er als beste Platzierung den 60. Platz im Sprintwettbewerb.
Seinen ersten Weltcupwettbewerb bestritt Kershaw in der Saison 2004 in Drammen. Beim Sprint in der klassischen Technik reichte es allerdings nur für den 67. Platz unter 72 Startern. In den folgenden Jahren kristallisierte sich immer mehr heraus, dass Kershaw in Sprintwettbewerben der Sprung in die Weltspitze gelingen könnte. In der Saison 2004/05 gelang es ihm erstmals mit Platz 25 in Reit im Winkl im Sprint in der klassischen Technik Weltcuppunkte zu erkämpfen. Dieses Resultat konnte er in Lahti mit Platz 17 noch verbessern. Bei den Nordischen Skiweltmeisterschaften 2005 in Oberstdorf sicherte er sich den 14. Platz im Sprintwettbewerb. Im Teamsprint gelang es ihm, zusammen mit seinem Partner George Grey den sechsten Platz zu erkämpfen. Bei den Olympischen Winterspielen 2006 in Turin enttäuschte er jedoch und konnte sich als 37. nicht für das Finale im Sprint qualifizieren. Im Teamsprint reichte es für Kershaw und Grey auch nur für den elften Platz. Nur zwei Wochen später beim Weltcup in Borlänge zog er erstmals in den Endlauf eines Sprintwettbewerbs ein und belegte überraschend den dritten Platz. Dies war das beste Ergebnis eines kanadischen Skilangläufers seit 15 Jahren. Dieses Resultat konnte er ein Jahr später bei Sprint der Tour de Ski 2006/07 in München um einen Rang verbessern. Da sowohl der Sieger Christoph Eigenmann aus der Schweiz als auch Kershaw die Tour de Ski nicht beendeten, verlor er allerdings die Weltcuppunkte für diesen Wettbewerb. Bei den Nordischen Skiweltmeisterschaften 2007 verpasste er erneut das Finale der besten 30 Athleten. Im Teamsprint belegte er mit Drew Goldsack erneut den sechsten Platz.
In der Saison 2007/08 konnte sich Kershaw in Sprintwettbewerben mehrfach unter den Top Ten platzieren. Aber es gelang ihm auch erstmals in Distanzrennen in die erweiterte Weltspitze vorzudringen. Sein bestes Resultat war der zwölfte Platz über 30 Kilometer Freistil in Rybinsk. Er beendet die Saison mit Platz 39 im Gesamtweltcup, Platz 30 im Sprintweltcup und Platz 37 im Distanzweltcup. Dass er sich über längere Distanzen stark verbessert hatte, bewies er auch zu Beginn der Saison 2008/09, als er über die Distanz von 15 Kilometer klassisch in Kuusamo Platz fünf belegen konnte. Dies war das beste Resultat seit mehr als zehn Jahren, das ein kanadischer Skilangläufer in einem Distanzrennen erzielen konnte. Nach weiteren guten Resultaten, darunter ein siebenter Platz über 50 Kilometer klassisch (Massenstart) in Trondheim, beendete er die Saison mit dem 18. Platz im Gesamtweltcup. In der Wertung der Distanzrennen belegte er den 14. Platz. Diese Leistungen konnte er jedoch bei den Nordischen Skiweltmeisterschaften 2009 in Liberec nicht bestätigen. Im Verfolgungswettbewerb belegte er lediglich den 27. Platz. Über 15 Kilometer klassisch wurde er sogar nur 37. Zusammen mit George Grey erkämpfte er den neunten Platz im Teamsprint. Mit der kanadischen Staffel wurde er Fünfter. Die Tour de Ski 2009/10 beendete er auf dem 16. Rang. Seine besten Platzierungen bei den Olympischen Winterspielen 2010 in Vancouver waren der fünfte Rang im 50-km-Massenstartrennen und der vierte Platz im Teamsprint.
Zu Beginn der Saison 2010/11 belegte Kershaw den zehnten Platz bei der Nordic Opening in Kuusamo. Die Tour de Ski 2010/11 beendete er auf den siebten Rang. Dabei erreichte er den zweiten und den ersten Platz bei den Sprintetappen und den dritten Platz bei der Abschlussetappe. Bei den Nordischen Skiweltmeisterschaften 2011 in Oslo gewann er zusammen mit Alex Harvey die Goldmedaille im Teamsprint. Beim Weltcupfinale in Falun kam er auf den 27. Platz und errang den achten Platz im Gesamtweltcup. In der Saison 2011/12 belegte er den 20. Platz bei der Nordic Opening und den vierten Rang bei der Tour de Ski 2011/12. Im weiteren Saisonverlauf holte er im 15-km-Massenstartrennen in Rybinsk und im Sprint in Szklarska Poręba seine ersten Weltcupsiege. Ebenfalls in der Saison erreichte er im Sprint in Moskau und über 15 km klassisch in Otepää den dritten Platz. Zum Saisonende kam er beim Weltcupfinale in Falun auf den zweiten Rang und erreichte im Sprintweltcup den siebten Platz und im Gesamt- und Distanzweltcup den zweiten Platz. Im März 2012 wurde er kanadischer Meister über 50 km. In der folgenden Saison konnte er seine starken Leistungen nicht wiederholen. Die Nordic Opening und die Tour de Ski 2012/13 beendete er auf den 22. und den 12. Platz. Im Einzel waren in der Saison zwei achte Plätze bei Sprintrennen seine besten Platzierungen. Bei den Nordischen Skiweltmeisterschaften 2013 im Val di Fiemme waren der 33. Platz über 15 km Freistil und der vierte Rang im Teamsprint seine besten Ergebnisse. Zum Saisonende erreichte er den 31. Platz beim Weltcupfinale in Falun und den 27. Rang im Gesamtweltcup.
In der Saison 2013/14 kam Kershaw bei der Nordic Opening in Kuusamo auf den 65. Platz und beim Weltcupfinale in Falun auf den 12. Platz. Bei der Tour de Ski 2013/14, die er vorzeitig beendete, erreichte er im Prologrennen den zweiten Platz. Bei den Olympischen Winterspielen 2014 in Sotschi belegte er den 56. Platz im Sprint, den 35. Rang über 15 km klassisch und den 12. Platz im Teamsprint. In der folgenden Saison errang er den 41. Platz bei der Nordic Opening in Lillehammer und den 35. Platz bei der Tour de Ski 2015. In der Saison 2015/16 kam er bei der Nordic Opening in Ruka auf den 23. Platz und bei der Tour de Ski 2016 auf den 32. Rang. Zum Saisonende belegte er den 16. Platz bei der Ski Tour Canada und erreichte damit sein bestes Weltcupergebnis der Saison. Nach Platz 27 bei der Weltcup-Minitour in Lillehammer zu Beginn der Saison 2016/17, errang er den 25. Platz bei der Tour de Ski 2016/17. Im Januar 2017 wurde er in Ulricehamn Dritter mit der Staffel. Beim Saisonhöhepunkt den Nordischen Skiweltmeisterschaften 2017 in Lahti belegte er den 38. Platz im 50-km-Massenstartrennen und den 35. Rang über 15 km klassisch. Zum Saisonende errang er beim Weltcup-Finale in Québec den 26. Platz und siegte beim Nor Am Cup und den zugleich kanadischen Meisterschaften in Canmore über 15 km klassisch. In der Saison 2017/18 belegte er den 29. Platz beim Ruka Triple und den 28. Rang beim Weltcupfinale in Falun. Beim Saisonhöhepunkt, den Olympischen Winterspielen 2018 in Pyeongchang, lief er auf den 71. Platz über 15 km Freistil, auf den 36 Rang im Skiathlon und auf den 26. Platz im 50-km-Massenstartrennen.
Im Mai 2018 beendete Kershaw seine Karriere.

## Siege bei Weltcuprennen

### Weltcupsiege im Einzel
| Nr. | Datum            | Ort              | Disziplin           |
| --- | ---------------- | ---------------- | ------------------- |
| 1.  | 4. Februar 2012  | Rybinsk          | 15 km Freistil Mst. |
| 2.  | 17. Februar 2012 | Szklarska Poręba | Sprint Freistil     |

### Etappensiege bei Weltcuprennen
| Nr. | Datum          | Ort     | Disziplin       | Rennen              |
| --- | -------------- | ------- | --------------- | ------------------- |
| 1.  | 5. Januar 2011 | Toblach | Sprint Freistil | Tour de Ski 2010/11 |

## Teilnahmen an Weltmeisterschaften und Olympischen Winterspielen

### Olympische Spiele
- 2006 Turin: 11. Platz Staffel, 11. Platz Teamsprint klassisch, 37. Platz Sprint Freistil, 47. Platz 15 km klassisch
- 2010 Vancouver: 4. Platz Teamsprint Freistil, 5. Platz 50 km klassisch Massenstart, 7. Platz Staffel, 16. Platz 30 km Skiathlon, 23. Platz Sprint klassisch
- 2014 Sotschi: 12. Platz Teamsprint klassisch, 35. Platz 15 km klassisch, 56. Platz Sprint Freistil
- 2018 Pyeongchang: 26. Platz 50 km klassisch Massenstart, 36. Platz 30 km Skiathlon, 71. Platz 15 km Freistil

### Nordische Skiweltmeisterschaften
- 2003 Val di Fiemme: 50. Platz Sprint Freistil, 55. Platz 2 × 10 km Skiathlon, 62. Platz 15 km klassisch
- 2005 Oberstdorf: 6. Platz Teamsprint Freistil, 13. Platz Staffel, 14. Platz Sprint klassisch, 61. Platz 30 km Skiathlon
- 2007 Sapporo: 6. Platz Teamsprint Freistil, 11. Platz Staffel, 38. Platz Sprint klassisch, 68. Platz 15 km Freistil
- 2009 Liberec: 5. Platz Staffel, 9. Platz Teamsprint klassisch, 27. Platz 30 km Skiathlon, 37. Platz 15 km klassisch
- 2011 Oslo: 1. Platz Teamsprint klassisch, 9. Platz 30 km Skiathlon, 31. Platz Sprint Freistil
- 2013 Val di Fiemme: 4. Platz Teamsprint Freistil, 12. Platz Staffel, 33. Platz 15 km Freistil, 46. Platz Sprint klassisch
- 2017 Lahti: 35. Platz 15 km klassisch, 38. Platz 50 km Freistil Massenstart

## Platzierungen im Weltcup

### Weltcup-Statistik
Die Tabelle zeigt die erreichten Platzierungen im Einzelnen.
- 1.–3. Platz: Anzahl der Podiumsplatzierungen
- Top 10: Anzahl der Platzierungen unter den ersten zehn
- Punkteränge: Anzahl der Platzierungen innerhalb der Punkteränge
- Starts: Anzahl gelaufener Rennen in der jeweiligen Disziplin
- Hinweis: Bei den Distanzrennen erfolgt die Einordnung gemäß FIS.

| Platzierung         | Distanzrennen a | Distanzrennen a | Distanzrennen a | Distanzrennen a | Distanzrennen a | Skiathlon Verfolgung | Sprint | Etappen- rennen b | Gesamt | Team c | Team c  |
| Platzierung         | ≤ 5 km          | ≤ 10 km         | ≤ 15 km         | ≤ 30 km         | > 30 km         | Skiathlon Verfolgung | Sprint | Etappen- rennen b | Gesamt | Sprint | Staffel |
| ------------------- | --------------- | --------------- | --------------- | --------------- | --------------- | -------------------- | ------ | ----------------- | ------ | ------ | ------- |
| 1. Platz            |                 |                 | 1               |                 |                 |                      | 2      |                   | 3      |        |         |
| 2. Platz            | 1               |                 |                 |                 |                 | 1                    | 2      | 1                 | 5      |        |         |
| 3. Platz            | 1               |                 | 2               |                 |                 | 1                    | 2      |                   | 6      |        | 1       |
| Top 10              | 3               |                 | 9               |                 | 2               | 13                   | 12     | 4                 | 43     | 2      | 5       |
| Punkteränge         | 9               | 4               | 35              | 6               | 5               | 50                   | 40     | 19                | 168    | 5      | 12      |
| Starts              | 16              | 14              | 73              | 9               | 10              | 66                   | 102    | 25                | 315    | 5      | 12      |
| Stand: Karriereende |                 |                 |                 |                 |                 |                      |        |                   |        |        |         |

### Weltcup-Gesamtplatzierungen
| Saison  | Gesamt | Gesamt | Distanz | Distanz | Sprint | Sprint |
| Saison  | Punkte | Platz  | Punkte  | Platz   | Punkte | Platz  |
| ------- | ------ | ------ | ------- | ------- | ------ | ------ |
| 2004/05 | 20     | 97.    | –       | –       | 20     | 48.    |
| 2005/06 | 95     | 57.    | 15      | 88.     | 80     | 25.    |
| 2006/07 | 27     | 96.    | 25      | 60.     | 2      | 83.    |
| 2007/08 | 191    | 38.    | 103     | 37.     | 88     | 30.    |
| 2008/09 | 401    | 18.    | 257     | 14.     | 78     | 34.    |
| 2009/10 | 190    | 40.    | 90      | 39.     | 40     | 54.    |
| 2010/11 | 602    | 8.     | 283     | 12.     | 115    | 18.    |
| 2011/12 | 1466   | 2.     | 781     | 2.      | 303    | 7.     |
| 2012/13 | 298    | 27.    | 99      | 42.     | 93     | 22.    |
| 2013/14 | 194    | 43.    | 124     | 29.     | 26     | 63.    |
| 2014/15 | 45     | 93.    | 36      | 58.     | 9      | 75.    |
| 2015/16 | 204    | 35.    | 128     | 29.     | -      | -      |
| 2016/17 | 109    | 61.    | 67      | 48.     | -      | -      |
| 2017/18 | 63     | 75.    | 53      | 49.     | -      | -      |